# Mau (distrikt)
Mau är ett distrikt i den indiska delstaten Uttar Pradesh, och hade 1 853 997 invånare år 2001 på en yta av 1 713 km². Det gör en befolkningsdensitet på 1 082,3 inv/km². Den administrativa huvudorten är staden Maunath Bhanjan. De största religionerna är hinduism (80,60 %) och islam (19,04 %).

## Administrativ indelning
Distriktet är indelat i fyra kommunliknande enheter, tehsils:
- Ghosi, Madhuban, Maunath Bhanjan, Muhammadabad Gohna

## Städer
Distriktets städer är huvudorten Maunath Bhanjan samt Adari, Amila, Dohrighat, Ghosi, Khairabad, Kopaganj, Kurthi Jafarpur och Muhammadabad.
Urbaniseringsgraden låg på 19,44 procent år 2001.